# Anábasis de Alejandro Magno
Anábasis de Alejandro Magno o Las campañas de Alejandro es una obra del autor Flavio Arriano, fechada en el s. II d. C. y que cuenta las conquistas militares de Alejandro Magno, y es la fuente más importante que se conserva de estos hechos. Se trata de una de las obras más representativas de la producción historiográfica clásica, ya que narra aspectos y detalles de la vida y obra de Alejandro que no cubren o no se conservan en otras obras. Otro de los aspectos singulares de la obra es que muestra la visión de un autor romano sobre el conquistador macedonio y por ende, la visión que se tenía de este personaje.

## Sobre la obra

Alexandri anabasis, 1575

El término griego anábasis se refiere a una expedición desde la costa hacia el interior de un país. El término katabasis se refiere a un viaje desde el interior a la costa. Por lo tanto, una traducción más literal sería la expedición de Alejandro.
La obra está redactada en griego ático, lo cual se corresponde a la propia educación de Arriano. Debido a su elevada extracción social, pudo costearse la mejor educación del momento, incluyendo estudiar en Atenas y ser uno de los pupilos de Epicteto de Nicópolis, cuya obra solo se conserva a través de los comentarios del propio Arriano. Pese a su educación y orígenes griegos, era ciudadano romano y de hecho consiguió mantener una estrecha relación con el mismísimo emperador Adriano. Juntos compartían la admiración por el mundo griego clásico y helenístico, de ahí el interés del autor en realizar una obra sobre el héroe heleno por excelencia, Alejandro Magno.
El divino Alejandro era un referente por su papel de líder militar, que entronca con la mentalidad romana de la época de aspiración a la gloria. Su imagen era utilizada por muchos emperadores que buscaban identificarse con el héroe heleno, que a su vez también hacía referencia a otro héroe griego, Hércules, con quien compartían los elementos iconográficos y simbólicos como el manto de león o la anastolé, presente en la retratística romana desde tiempos de la República romana como muestran los retratos, por ejemplo, de Cneo Pompeyo Magno.
La Anábasis de Alejandro Magno era por tanto la confluencia no solo del filohelenismo de su autor, sino de la propia mentalidad romana. La admiración por lo clásico es un aspecto heredado del mundo griego y pueden establecerse paralelismos con obras como la Odisea de Homero, donde el héroe es Odiseo, la Ilíada con Aquiles o el ya mencionado Hércules. La obra, como vemos, no se limitaba a un interés personal del autor por la historia, sino que buscaba establecer referencias entre el héroe macedonio y el poder imperial romano.

## Sobre el autor
Arriano de Nicomedia nace en la ciudad del mismo nombre, aunque no se tiene certeza exacta en cuanto a la fecha de su nacimiento, ya que se calcula según sus promociones. Nicomedia, capital de la provincia romana de Bitinia, era una ciudad destacada de la región. Resulta difícil seguir la pista de sus años de juventud debido a que no quedan fuentes (su seguimiento se realiza a través de las listas de los consejos urbanos u otras inscripciones en las que aparece su nombre). Dion Casio escribió una biografía del autor que no se ha conservado.
Su carrera política y militar no está limitada a su región natal, ya que hay evidencias de su estancia en la Galia, Numidia y en la Bética como procónsul. De esta última región se conserva una inscripción dedicada a Artemisa encontrada en Córdoba donde se menciona el nombre de Arriano y a la que se relaciona con el autor griego. 
Tras su etapa de propretor (legatus Augusti pro praetore) en Capadocia, y al parecer tras la muerte del emperador Adriano, Arriano se retira de la vida pública.